# Кобзева, Зинаида Фёдоровна
Зинаида Фёдоровна Кобзева (Черникова) (2 августа 1946, Кузнецк, Пензенская область — 18 июня 2018, Санкт-Петербург) — советская баскетболистка. Заслуженный мастер спорта СССР (1971). Заслуженный тренер России (1992). В составе сборной СССР становилась чемпионкой мира и дважды чемпионкой Европы.

## Биография
Родилась 2 августа 1946 года в Кузнецке Пензенской области. Занималась баскетболом в ДЮСШ Кузнецка, где её тренером был Анатолий Михайлович Хромченко.
С 1962 по 1966 год выступала за пензенский «Спартак». В 1967 году перешла в ленинградский «Спартак», где тренером был Станислав Гельчинский. В составе команды пять раз становилась серебряным призёром чемпионата СССР, дважды победителем Кубка обладателей Кубков, а также одерживала победу Кубке Ронкетти. В 1975 году стала бронзовым призёром Спартакиады народов СССР.
В составе сборной СССР играла с 1969 по 1972 год. В 1970 году главный тренер команды Лидия Алексеева включила Кобзеву в список участников чемпионата Европы, который проходил в Нидерландах. По итогам турнира команда Советского Союза стала чемпионом. Спустя год Кобзева приняла участие в чемпионате мира в Бразилии, где СССР также завоевал золотые медали. В 1972 году в составе советской сборной баскетболистка во второй раз стала чемпионкой Европы, приняв участие в европейском первенстве в Болгарии.
Завершила карьеру игрока в 1980 году.
В 1975 году окончила Ленинградский кораблестроительный институт, а в 1981 году — институт физической культуры имени П. Ф. Лесгафта.
Работала инструктором физкультуры в ЛГС ДСО «Спартак». С 1982 года являлась тренером в ДЮСШ Фрунзенского района Санкт-Петербурга, где тренировала женскую баскетбольную команду.
Скончалась 18 июня 2018 года. Похоронена в Санкт-Петербурге на Павловском кладбище.

## Достижения
«Спартак» (Ленинград)
- Серебряный призёр чемпионата СССР (5): 1970, 1971, 1972, 1973, 1975
- Обладательница Кубка обладателей Кубков (2): 1972, 1973
- Обладательница Кубка Ронкетти: 1975

СССР
- Чемпион мира: 1971
- Чемпион Европы (2): 1970, 1972